# Große Raubmöwe

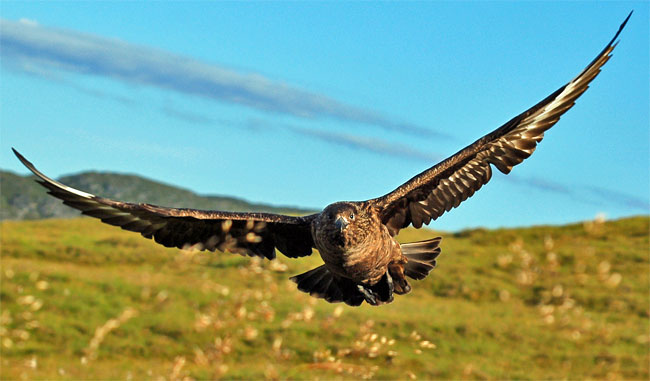
Skua auf der norwegischen Vogelinsel Runde

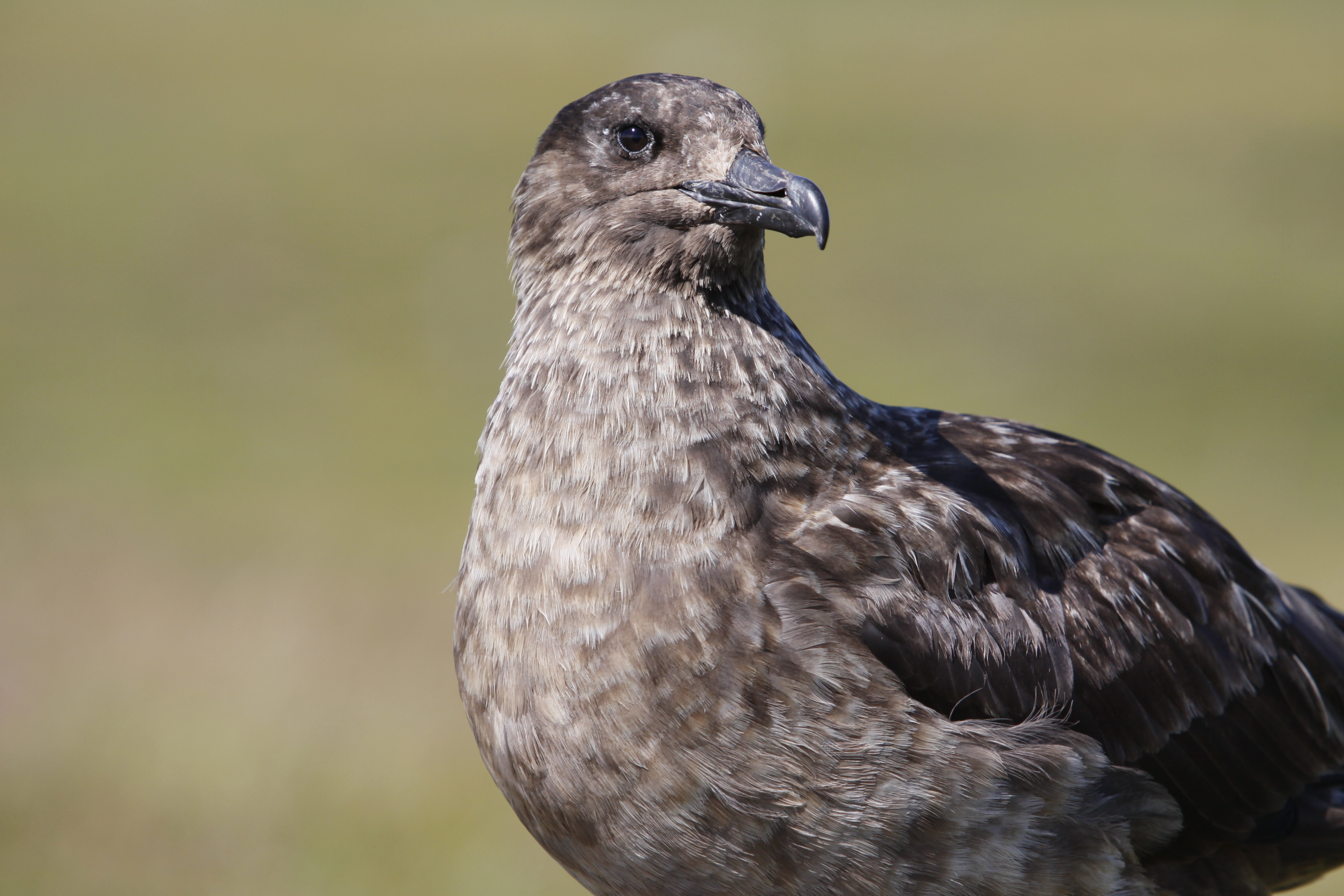
Große Raubmöwe auf Handa Island (Schottland)

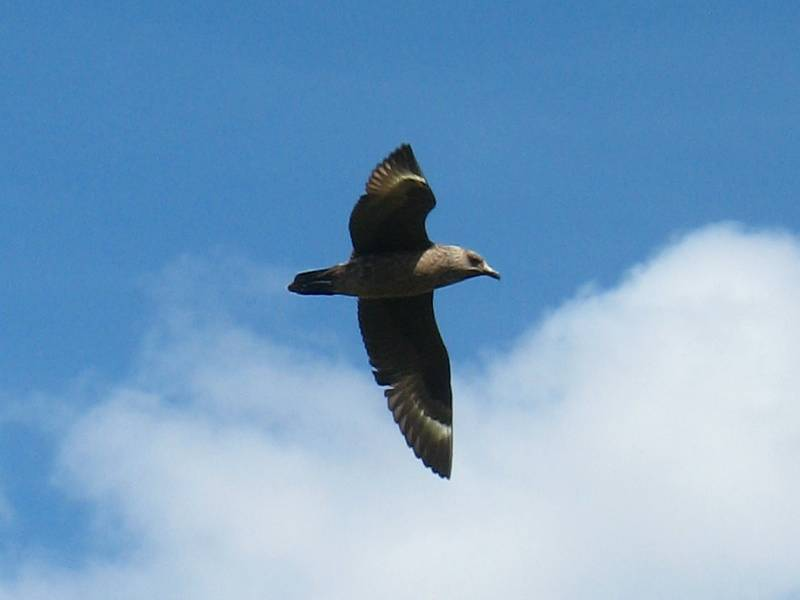
Skua über der schottischen Vogelschutzinsel Handa

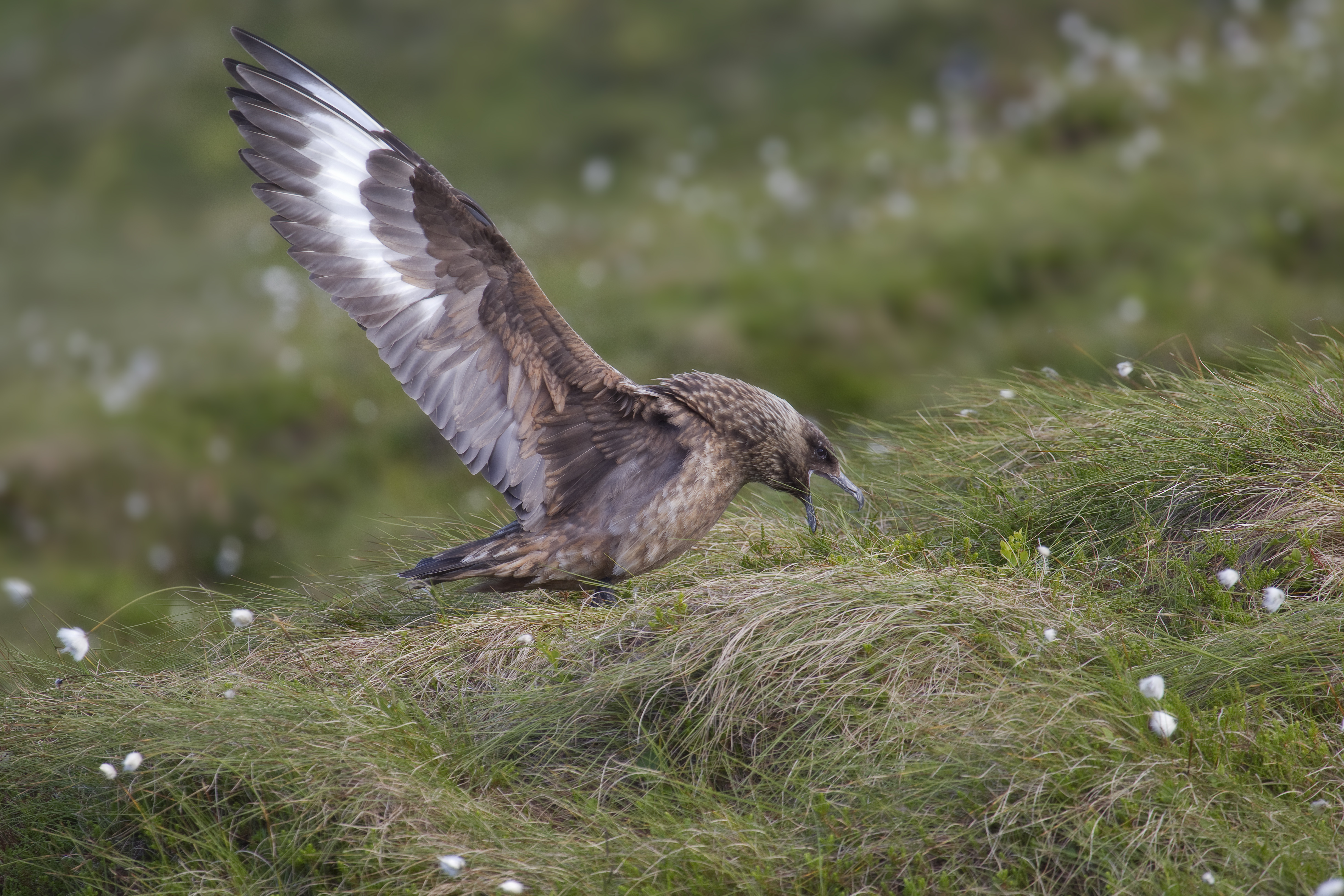
Aggressionsverhalten

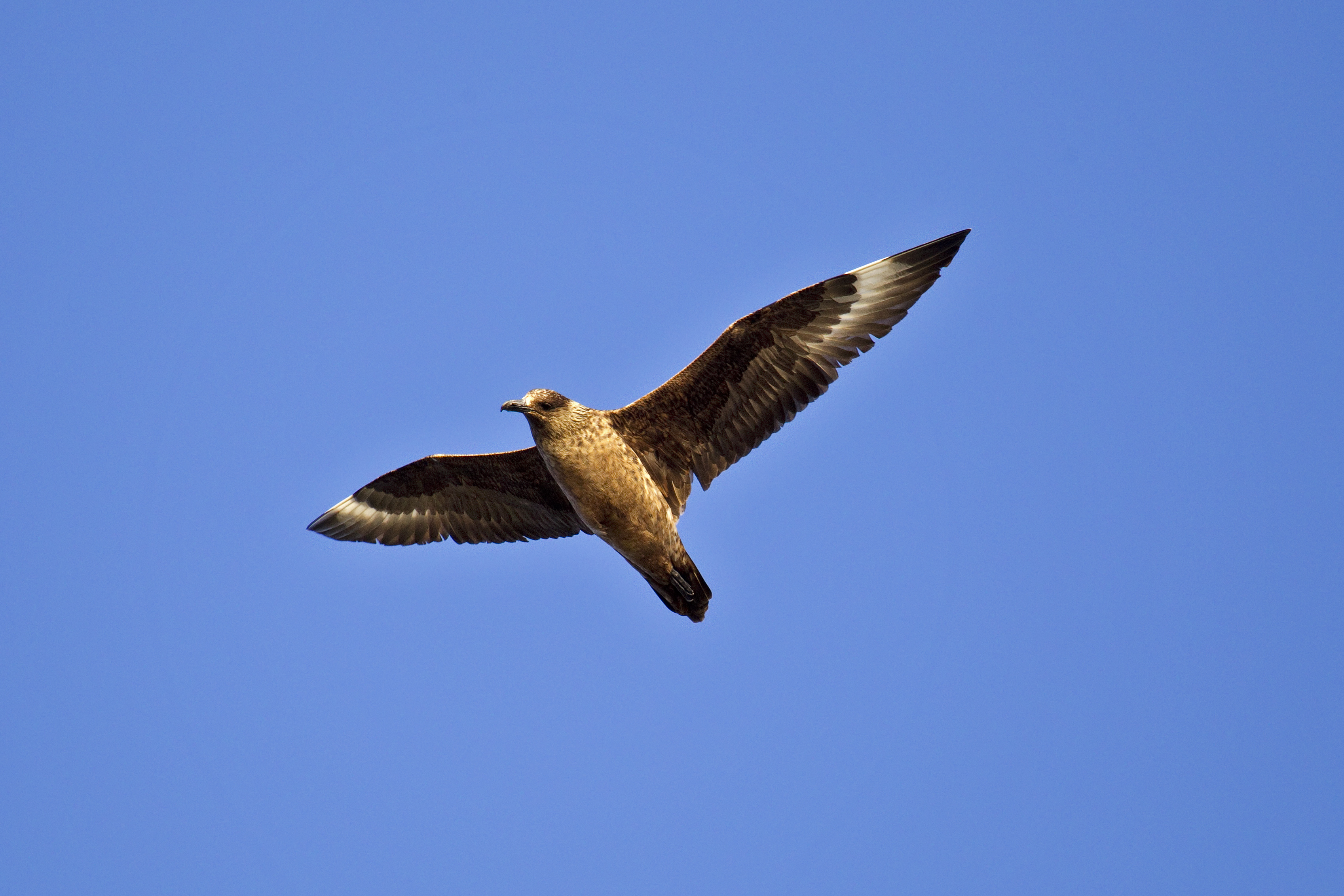
Flugbild

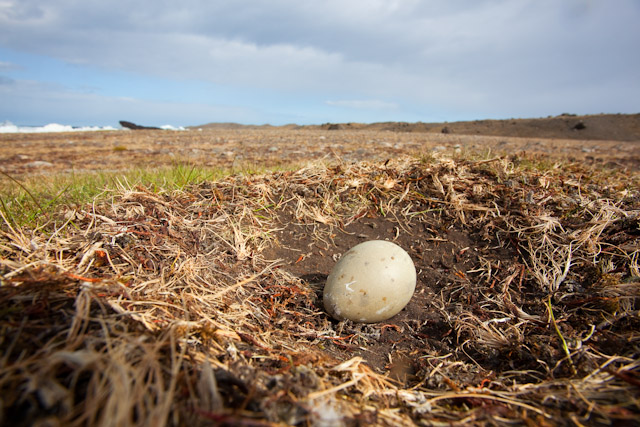
Brutplatz auf Island

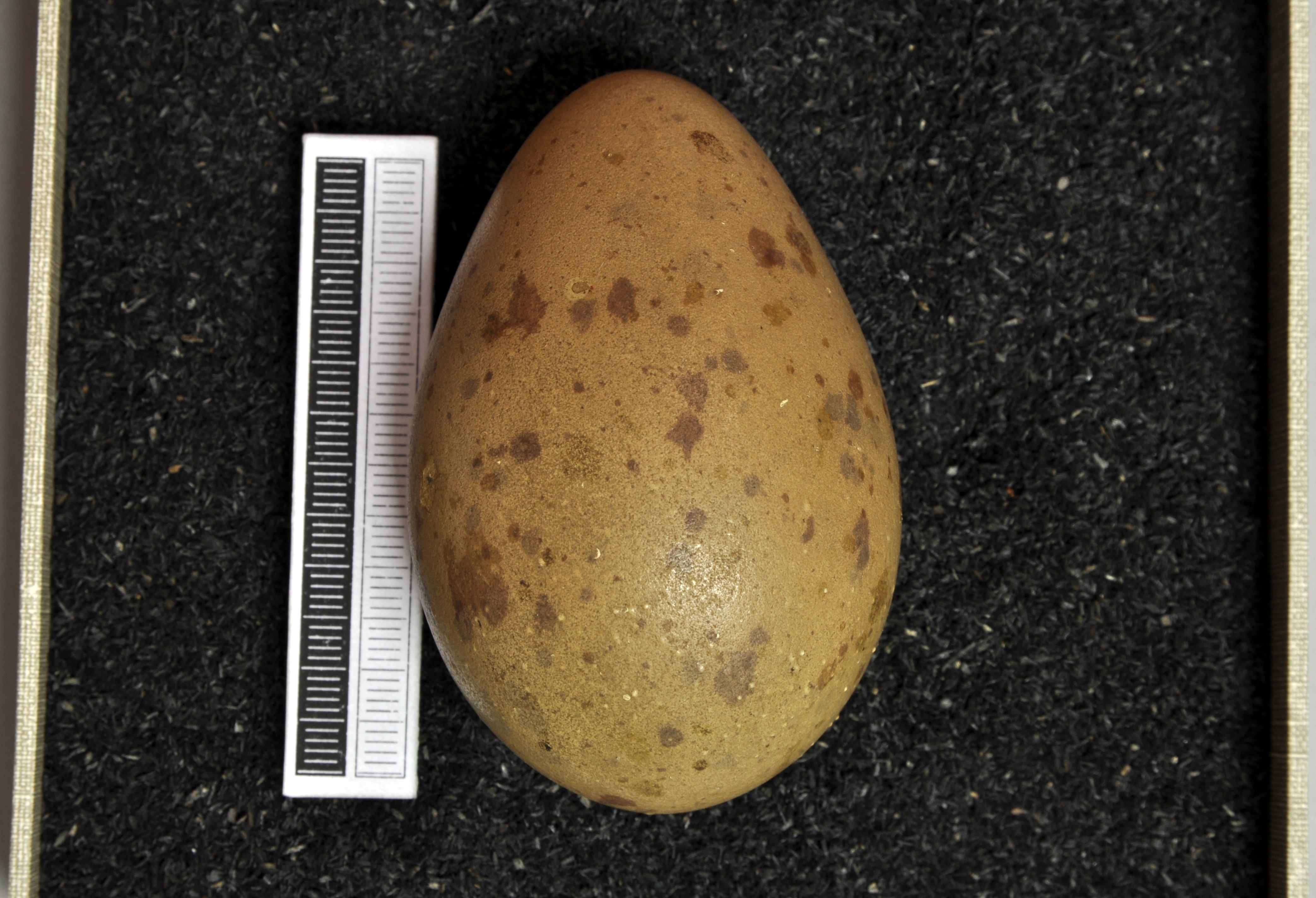
Ei der Großen Raubmöwe, Sammlung Museum Wiesbaden

Die Große Raubmöwe (Stercorarius skua, Syn.: Catharacta skua), oft kurz, aber mehrdeutig Skua genannt, ist ein Meeresvogel aus der Familie Stercorariidae.
In Mitteleuropa ist die Große Raubmöwe ganzjährig an den Küsten zu beobachten. Am häufigsten ist sie im Zeitraum August bis November zu sehen, während Beobachtungen im Frühjahr seltener sind. In den letzten Jahren hat die Zahl der Beobachtungen sowie die Aufenthaltsdauer der beobachteten Vögel zugenommen. Dies steht möglicherweise in einem Zusammenhang mit der Zunahme an Großmöwen an den mitteleuropäischen Küsten, denen die Große Raubmöwe regelmäßig das Futter raubt und die somit eine Funktion als „Nahrungslieferant“ haben.

## Beschreibung
Die Große Raubmöwe erreicht eine Körperlänge von 51 bis 56 Zentimeter und hat eine Flügelspannweite von 125 bis 140 cm. Die Männchen wiegen zwischen 1170 und 1500 Gramm, die Weibchen zwischen 1300 und 1650 Gramm. Erwachsene Tiere der großen Raubmöwe haben ein graubraunes Gefieder mit rostroten Strichen und einer schwarzen Kappe. Der Schwanz ist schwarzbraun mit zwei verlängerten Federn in der Mitte. Der Schnabel und die Füße sind fast schwarz.
Die Große Raubmöwe ist ein Brutvogel der subarktischen und arktischen Regionen der West-Paläarktis. Die Brutgebiete liegen auf Island, in Norwegen, der Halbinsel Kola, auf Nowaja Semlja, auf schottischen Inseln und auf den Färöern, woher auch der Name Skua stammt. Die Überwinterungsgebiete dieser Art liegen an der Atlantikküste. Sie erreichen in dieser Zeit aber auch die Küsten Brasiliens und Neufundlands und halten sich auch im westlichen Mittelmeerraum auf.

## Verhalten
Nichtbrüter halten sich ganzjährig und Brutvögel außerhalb der Brutzeit auf dem Meer auf. Es sind tagaktive Vögel, die ihre Nahrung überwiegend in küstennahen Gewässern sowie am Strand oder im unmittelbaren Küstenbereich finden. Ihre Brutplätze liegen in der Regel in der Nähe großer Seevogelkolonien wie Basstölpel oder anderen Möwenarten. Ihre Geschlechtsreife erreichen die Großen Raubmöwen frühestens mit vier bis fünf Lebensjahren, häufig aber erst mit sechs bis acht Jahren. Sie führen eine monogame Saisonehe. Da sie sehr brutplatztreu sind, kommt es häufig auch in der nächsten Fortpflanzungsperiode zu einer Verpaarung mit dem Partner des Vorjahres. Das Gelege besteht gewöhnlich aus zwei Eiern, die mit einem Abstand von zwei bis drei Tagen gelegt werden. Die Brutdauer beträgt 28 bis 30 Tage. Beide Elternvögel brüten, wobei der Brutanteil des Weibchens gewöhnlich größer ist. Die Jungvögel werden von beiden Elternvögeln betreut. Sie sind mit etwa 40 bis 46 Tagen flügge und nach weiteren zwei bis drei Wochen selbständig.
Genau wie andere Skuas greift diese Raubmöwe Menschen an, die sich ihrem Nest zu stark nähern, und fliegt dabei Attacken auf den Kopf des Eindringlings. Die dabei erlittenen Verletzungen sind für den Menschen schmerzhaft, aber nicht bedrohlich. Den Winter verbringen diese Vögel auf dem offenen Atlantik.

## Nahrungsweise
Die Nahrung besteht überwiegend aus Fisch, den sie häufig anderen Meeresvögeln rauben. Daneben jagen sie auch kleinere Meeresvögel wie Papageitaucher, die sie im Flug kurz über der Meeresoberfläche angreifen. Größere Vögel wie den Basstölpel berauben sie, indem sie die Flügel mit den Krallen attackieren. Der so gehandicapte Vogel stürzt ins Meer und wird weiter angegriffen, bis er seine Beute aufgibt.

## Bestand und Bestandsprognosen

### Bestand
Der europäische Bestand wurde zu Beginn des 21. Jahrhunderts auf 16.000 Brutpaare geschätzt. Der Weltbestand liegt nur geringfügig darüber. Die wichtigsten Brutgebiete sind Großbritannien, wo etwa 9600 Paare brüten, sowie Island mit 5400 Brutpaaren. Im Norden Skandinaviens und Russlands findet eine Arealausweitung statt.

### Bestandsprognose
Die Große Raubmöwe gilt als eine der Arten, die vom Klimawandel besonders betroffen sein werden. Ein Forschungsteam, das im Auftrag der britischen Umweltbehörde und der Royal Society for the Protection of Birds die zukünftige Verbreitungsentwicklung von europäischen Brutvögeln auf Basis von Klimamodellen untersuchte, geht davon aus, dass bis zum Ende des 21. Jahrhunderts das Verbreitungsgebiet der Großen Raubmöwe um ein Drittel schrumpfen wird. Es verschiebt sich gleichzeitig deutlich nach Norden und überlappt sich nach dieser Prognose mit dem aktuellen nur zu 18 Prozent. Ein potentielles neues Verbreitungsgebiet stellt die Region bis zum Franz-Josef-Land dar.

## Einzelbelege
1. 1 2 3   Bauer et al., S. 557.
2. ↑  Vgl. Wiktionary
3. ↑   Bauer et al., S. 558.
4. ↑  Brian Huntley, Rhys E. Green, Yvonne C. Collingham, Stephen G. Willis: A Climatic Atlas of European Breeding Birds, Durham University, The RSPB and Lynx Editions, Barcelona 2007, ISBN 978-84-96553-14-9, S. 209.